# Schieringers e Vetkopers

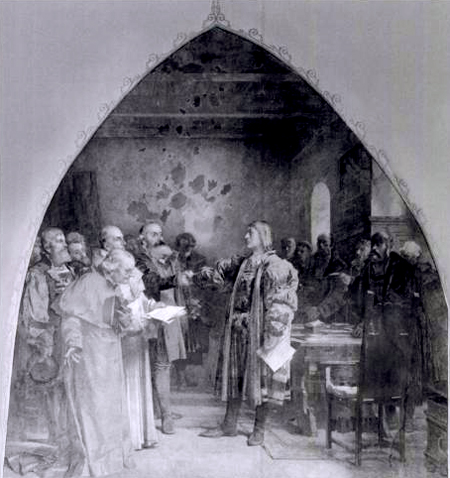
Skieringers a Medemblik richiedenti protezione ad Alberto III di Sassonia, marzo 1498, dipinto di Julius Scholz (1825–1893), Castello di Albrechtsburg, Germania

Schieringers e Vetkopers (talvolta Vetkoopers) erano le due fazioni opposte nella politica frisone a cavallo tra il XIV ed il XV secolo. Furono responsabili di uno stato di anarchia che durò per più di due secoli coinvolgendo tutta la Frisia e una guerra civile durata più di un secolo (1350–1498) che fu la causa della fine della Libertà Frisona.

## Origine dei nomi
Gli Schieringers, originariamente monaci cistercensi dell'isola di Schiermonnikoog, devono il loro nome da Schier-, un arcaismo che potrebbe voler dire "grigio", con un chiaro riferimento al colore della tunica dei monaci. I Vetkopers, originariamente sacerdoti premostratensi, devono il loro nome al fatto che fossero benestanti e potessero essere nella possibilità di acquistare grasso (dall'olandese vet, grasso e koper, acquirente).

## Storia
I nomi furono utilizzati, per quanto concerne gli Schieringers, per tutta la fazione politica sostenitrice della Libertà Frisona indipendente mentre, per quanto riguarda i Vetkopers, in maggioranza ricchi possidenti, per tutta la fazione orientata ad una Frisia governata da un signore. Localmente gli Schieringers erano più radicati nel Gorecht, ovvero la città di Groninga e le sue pertinenze, mentre i Vetkopers erano predominanti nell'Ommelanden e, più in generale, nel resto della Frisia.
Sia i Conti d'Olanda che i vescovi di Utrecht, provarono ripetutamente a far valere diritti territoriali sulla Frisia, approfittando della situazione instabile che regnava nell'area. Alberto I di Baviera, conte d'Olanda, dopo che ebbe passato il Zuiderzee nel 1398, fu dichiarato per mano dei Vetkopers, signore di Frisia e delle Ommelanden. Ma la reazione degli Schieringers non si fece attendere, riuscendo a cacciare quasi subito l'invasore olandese. I Vetkopers chiesero quindi aiuto al vescovo Federico di Blankenheim che inviò le sue truppe ad assediare la città di Groninga, senza però ottenere alcun successo. Nel 1419, per la prima volta attraverso un atto ufficiale, il vescovo di Utrecht fu riconosciuto come signore della città. Ma non passò molto tempo che la città fu resa nuovamente libera. Ulteriori tentativi di sottomissione furono effettuati dai successori dei Conti d'Olanda della casa di Baviera, i Borgogna.
Nel 1479, l'imperatore riconobbe Groninga quale città libera imperiale e proponendo di darle il controllo sopra la Frisia centrale. Nel 1480 l'imperatore confermò i privilegi, chiedendo al tempo stesso però un tributo eccessivo alla città, tanto che fu deciso di non concludere.
La Libertà Frisona terminò nel 1498, quando l'imperatore Massimiliano I d'Asburgo cedette la Frisia quale feudo ad Alberto III di Sassonia quale risarcimento per un debito di 300 000 fiorini. Le resistenze interne non si placarono e per farsi riconoscere dai frisoni come feudatario, Alberto, dovette comunque ripetutamente affrontarli con le armi, non riuscendoci. Neanche il figlio, Giorgio di Sassonia riuscì nell'intento e nel 1515 vendette il titolo di signore a Carlo II di Gheldria che riuscì a sottomettere definitivamente i frisoni solo nel 1524.
Alla Libertà Frisona succedette la Signoria di Frisia. La città di Groninga, roccaforte degli Schieringers costituì però un'eccezione e rimase una città stato fortificata, anche se formalmente non riconosciuta come tale dall'imperatore, fino al 1536, quando fu creata la Signoria di Groninga.